# Réserve naturelle de Khingan
La réserve naturelle de Khingan (en russe : Хинганский заповедник Khinganskiy zapavyednik) (également Khingansky) est un « zapovednik » Russe (réserve naturelle stricte), située dans l'extrême sud-est de la région du fleuve Amour de l'Extrême-Orient russe. Fondée en 1963, elle couvre une surface de 939 km². La réserve couvre deux types d'habitats : les basses terres plates d'Arkharinskaya avec des zones humides abondantes et les éperons boisés des montagnes du Petit Hinggan. En particulier, la réserve de Khingan a été créée pour protéger les paysages de steppes et de steppes forestières, ainsi que les sites de nidification de la grue à couronne rouge (grue de l'Oussouri) en voie de disparition et de la grue à cou blanc vulnérable. La réserve est située dans le district d'Arkharinsky de l'oblast de l'Amour ,.

## Topographie
La réserve naturelle de Khingan est divisée en deux sections distinctes, une sur les plaines intermontagnardes Amour-Zeïa-Bureïa (environ 70 % de la superficie) et une sur les basses collines escarpées de la rive gauche du fleuve Amour (70 % du total). Les basses terres sont des lacs quaternaires et des rivières de roches alluviales et sédimentaires. La partie montagneuse a une hauteur moyenne de 200 à 400 mètres, le point culminant (le mont Erakticha) étant à 504 mètres d'altitude .

## Faune et flore
La végétation et les animaux de la réserve de Khingan sont marqués par l'interpénétration de différents groupes floristiques, avec une grande variété de conditions de croissance et de microclimat, à l'intersection des prairies des plaines, des zones humides (y compris les tourbières à sphaignes) et des habitats forestiers de mélèzes et cèdres à larges feuilles. La section des plaines de la réserve présente un terrain de type forêt-steppe de l'Extrême-Orient, typiquement des carex, des roseaux et des prairies mixtes entrecoupées de forêts de bouleaux. La section montagneuse présente un terrain forestier à feuilles larges d'Extrême-Orient .

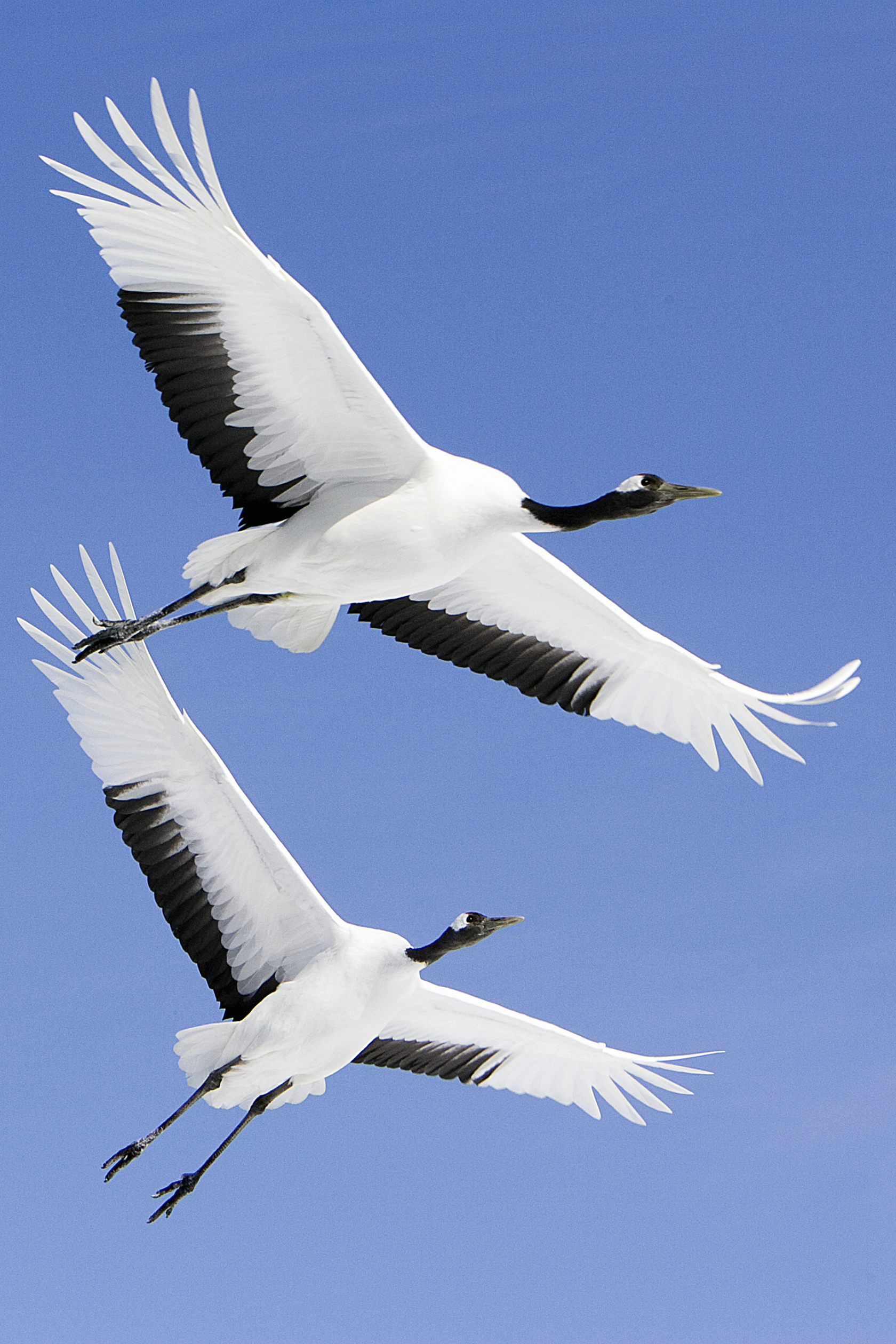
Grues à couronne rouge volant

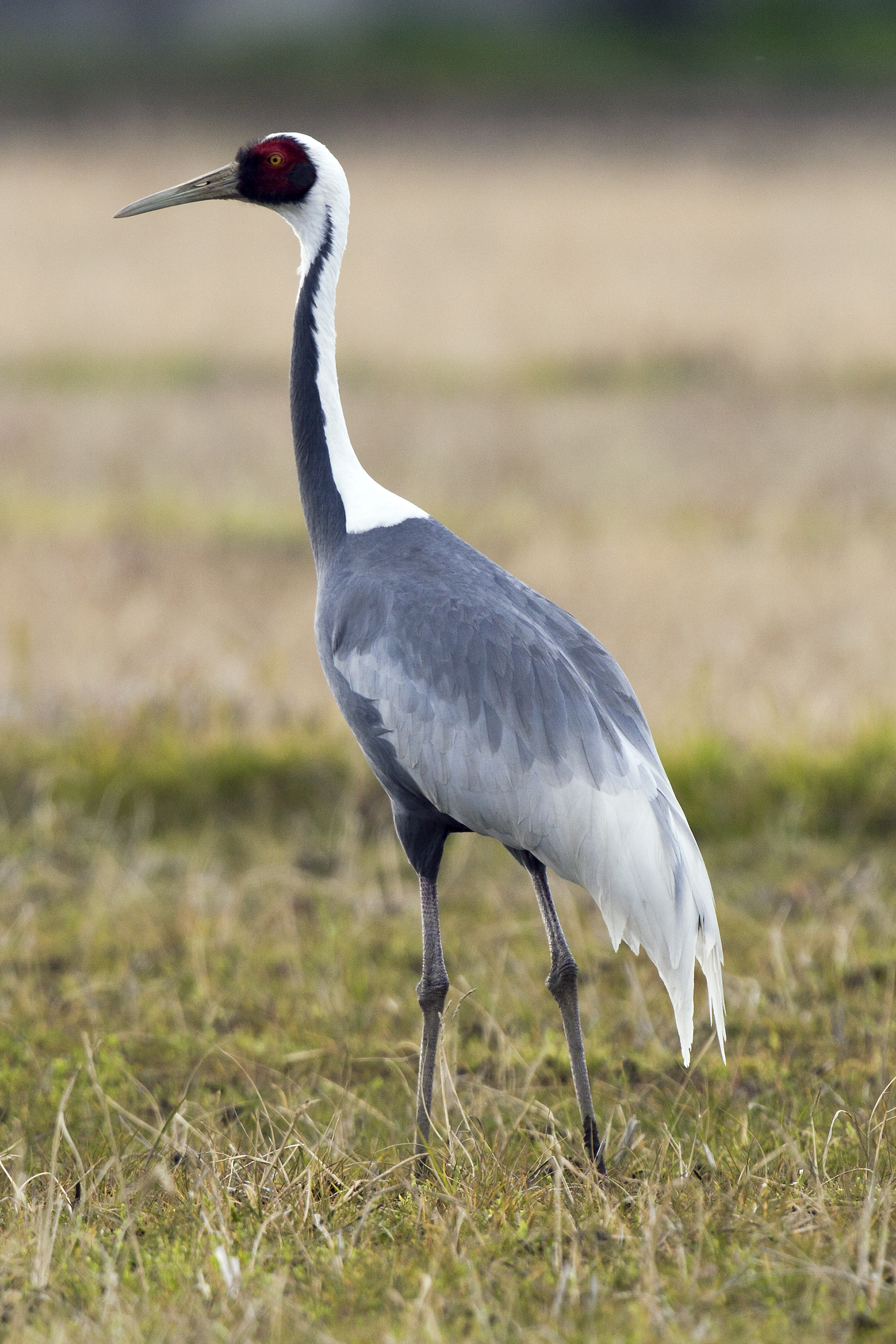
Grue à cou blanc

Les animaux de la réserve sont un mélange des résidents typiques des forêts de Sibérie orientale et de la région de Mandchourie: grands ongulés (chevreuils, wapitis, sangliers) et habitants des forêts (tamia, écureuil, loup, renard, ours brun, zibeline, élan). Plus de 290 espèces d'oiseaux ont été enregistrées, à la fois des oiseaux aquatiques pour les habitats des zones humides et des prédateurs des forêts. Les poissons les plus communs dans les lacs sont la carpe, le vairon et la loche, dans les rivières les poissons les plus communs sont l'ombre .

## Écotourisme
En tant que réserve naturelle stricte, la réserve est principalement fermée au grand public, bien que les scientifiques et ceux qui ont des objectifs «d'éducation environnementale» puissent prendre des dispositions avec la gestion du parc pour les visites. Il existe cependant des itinéraires « écotouristiques », tels que « White Bird Lake », qui sont ouverts au public, mais des dispositions doivent être prises au siège social. Le personnel de la réserve propose des visites guidées des lacs pour voir la floraison du lotus Kormorov de la mi-juillet à la mi-août. Les groupes de touristes sont les bienvenus sur rendez-vous et plus d'un millier de visiteurs sont reçus chaque année. Des hébergements rustiques sont disponibles dans certaines des zones tampons .
La réserve gère actuellement un programme de volontariat pour les groupes désireux d'aider aux activités de conservation sur le terrain. Le bureau principal, qui possède également un petit musée de la nature et une nurserie d'animaux ouverts au public, se trouve dans la ville d'Arkhara ,.

## Voir également
- Liste des réserves naturelles russes (classe 1a «zapovedniks»)